# J. A. Baker
 (juillet 2018).
Ne doit pas être confondu avec John A. Baker.
John Alec Baker (né le 6 août 1926 à Chelmsford, mort le 29 décembre 1986) est un écrivain britannique.

## Biographie
J. A. Baker est surtout connu pour Le Pèlerin (titre original : The Peregrine), qui remporte le Duff Cooper Prize en 1967. Robert Macfarlane, dans la préface de l'édition reproduite dans The New York Review of Books, qualifie ce livre d'« œuvre majeure de la non-fiction du XXe siècle ». Sur la page arrière de la couverture, James Dickey et Barry Lopez en font aussi l'éloge.
Rédigeant au jour le jour un journal d'observation, l'auteur décrit d'octobre (probablement 1962) à avril (probablement 1963) - qui en fait résume dix années d'étude - la vie et les mœurs des faucons pèlerins qui passent l'hiver près de sa maison à Chelmsford, dans l'est de l'Angleterre. L'écriture lyrique est telle que l'on passe de l'observation à une transformation : Barry Lopez parle d'une « fusion entre l'homme et l'oiseau ».
Baker a publié un seul autre livre, La Colline de l'été (titre original : The Hill of Summer), paru en 1969, un récit lyrique et visionnaire du déroulement de l'été dans les zones les plus sauvages du Sud de l'Angleterre. Bien qu'il n'ait pas la même célébrité, il jouit de la même réputation de beauté littéraire et de précision naturaliste.
En 2011, Collins publie une nouvelle édition de The Peregrine qui comprend également The Hill of Summer et des extraits de journaux. Il comprend une introduction de Mark Cocker et des notes de John Fanshawe.
Avant cette réédition, on savait peu de choses de J. A. Baker. Incapable de conduire, alors qu'il travaille pour The Automobile Association, il se déplace à vélo. Dans les années 1970, il souffre de polyarthrite rhumatoïde, puis est atteint d'un cancer consécutif à la prise des médicaments pour soigner son mal.

## Œuvre

### Essais
- The Peregrine (1967, réédition en 2011) Publié en français sous le titre Le Pèlerin,  traduction par Elisabeth Gaspar, Mercure de France, 1968 ; réédition, Paris, Gallimard, Folio no 2081, 1989  (ISBN 2-07-038169-2)
- The Hill of Summer (1969) Publié en français sous le titre La Colline de l'été, traduction par Elisabeth Gaspar, Mercure de France, 1970